# Henri Konan Bédié
Aimé Henri Konan Bédié (ur. 5 maja 1934 w Dadiékro, zm. 1 sierpnia 2023 w Abidżanie) – iworyjski polityk, prezydent Wybrzeża Kości Słoniowej w latach 1993-1999, lider Partii Demokratycznej Wybrzeża Kości Słoniowej (PDCI) w latach 1994-2023.

## Życiorys
Bédié urodził się w miejscowości Dadiékro w departamencie Daoukro. Ukończył studia prawnicze i ekonomiczne na Uniwersytecie w Poitiers we Francji. W 1969 uzyskał tytuł doktora nauk ekonomicznych. W 1958 powrócił do kraju, gdzie objął stanowisko dyrektora Funduszu Opieki Społecznej i Rodziny. Po uzyskaniu przez Wybrzeże Kości Słoniowej niepodległości w 1960, został jego pierwszym ambasadorem w USA i Kanadzie. W latach 1966–1977 pełnił funkcję ministra gospodarki i finansów. W tym czasie był także dyrektorem wspólnego Komitetu ds. Rozwoju Banku Światowego oraz Międzynarodowego Funduszu Walutowego (od 1974 do 1976).
W grudniu 1980 jako deputowany, został wybrany przewodniczącym Zgromadzenia Narodowego Wybrzeża Kości Słoniowej. W 1985 oraz 1990 uzyskał reelekcję na tym stanowisku.
Jako przewodniczący parlamentu, objął stanowisko prezydenta Wybrzeża Kości Słoniowej po śmierci Félixa Houphouët-Boigny w grudniu 1993. 7 grudnia 1993, kilka godzin po śmierci poprzednika, ogłosił w przemówieniu telewizyjnym, przejęcie władzy w państwie. 9 grudnia 1993 ze stanowiska premiera zrezygnował Alassane Ouattara, który wystąpił przeciw władzy Bédiégo. W kwietniu 1994 został wybrany przewodniczącym Partii Demokratycznej Wybrzeża Kości Słoniowej (PDCI, Parti Démocratique de la Côte d'Ivoire).
Prezydent Bédié w październiku 1995 zorganizował wybory prezydenckie, w których uzyskał 96% głosów poparcia. Wskutek zmiany prawa wyborczego, w wyborach nie mógł wziąć udziału były premier Ouattara. Dwie główne partie polityczne, Zgromadzenie Republikanów (RDR, Rassemblement des Républicains) premiera Ouattary oraz Iworyjski Front Powszechny (FPI, Front populaire ivoirien), zbojkotowały z tego powodu głosowanie.
Został usunięty z urzędu prezydenta w wyniku przewrotu wojskowego 24 grudnia 1999. Dzień wcześniej odmówił bowiem spełnienia warunków wojskowych, wśród których znajdował się postulat uwolnienia wszystkich przetrzymywanych członków partii RDR. Nowym prezydentem został emerytowany generał Robert Guéï. Bédié uciekł do francuskiej bazy wojskowej, a następnie razem z rodziną 26 grudnia 1999 udał się helikopterem do Togo, do prezydenta Gnassingbé Eyadémy. Po pobycie w Togo, wyjechał do Francji.
11 września 2005 wrócił do Wybrzeża Kości Słoniowej. Po swoim powrocie rozpoczął ostrą krytykę rządów prezydenta Laurenta Gbagbo, domagając się przeprowadzenia jak najszybciej wyborów prezydenckich.
W maju 2007 wyraził wolę udziału w przyszłych wyborach prezydenckich. W listopadzie 2009 został zarejestrowany przez komisję wyborczą jako oficjalny kandydat PDCI. W pierwszej turze wyborów prezydenckich 31 października 2010 zajął trzecie miejsce, zdobywając 25% głosów. W drugiej turze wyborów udzielił poparcia Alassane Ouattarze.